# 黃真伊 (2007年電影)
《黃真伊》（韓語：황진이）是一部2007年6月首映的韓國古裝愛情劇情片，由宋慧喬、劉智泰主演，描寫古代韓國妓生詩人黃真伊傳奇一生。 

## 劇情介紹
黄真伊出身富家，但她實為兩班貴族的父親和身為奴僕的母親所生，依照朝鮮從母法的規定，她在被發現真實身世那日，只能繼承母親的賤役身份，遂她為兩小無猜的伙伴兼僕役「傢伙」獻出初夜隔天，便走入了青樓坊，變身為無論貴族或賤民都傾慕的孤豔名妓。

## 演员陣容
| 演員   | 角色         |
| 宋慧喬 | 黄真伊       |
| 劉智泰 | 「傢伙」     |
| 柳承龍 | 知府         |
| 尹汝貞 | 奶媽         |
| 吳泰京 |              |
| 鄭柔美 | 女僕李瑾     |
| 藝秀晶 | 黃夫人       |
| 趙乘演 |              |
| 金應洙 |              |
| 金富善 |              |
| 宋旻智 |              |
| 朴哲鎬 |              |
| 崔智娜 |              |
| 金裕貞 | 幼年黄真伊   |
| 李玹雨 | 幼年「傢伙」 |
| 金炳哲 | 新羅間諜     |